# Mycena nidificata
Mycena nidificata es una especie de hongo basidiomicetos de la familia Mycenaceae.

## Características
Este hongo es característico solamente de Kanagawa, Japón, donde crecen en la humedad y en lugares sombríos, entre las hojas y ramas caídas de los robles, fue descrito en el año 2007.
La forma del sombrero (píleo) es cónico a convexa, acampanado, el centro del sombrero es arrugado, cambian de color al estar húmedos, la superficie del sombrero al principio pareciera que estuviera recubierta con un fino polvo blanco, pero al madurar pierde esa característica, el sombrero llega a medir hasta 2,5 centímetros de diámetro y el color es marrón oscuro en el centro y marrón rojizo en el resto.
El tallo es delgado, mide hasta 2 milímetro de grosor y tiene un largo de hasta 5 centímetros, es hueco, su color es amarronado y la base es marrón oscura y está recubierta de pelos finos de color blanco.